# Bálint Nagy
Bálint B. Nagy (Balmazújváros, 28 giugno 1919 – Budapest, 12 luglio 1975) è stato un sollevatore ungherese.
Ha partecipato alle Olimpiadi di Londra nel 1948, classificandosi quindicesimo, e a Helsinki nel 1952, piazzandosi settimo. Conquistò la medaglia di bronzo nei campionati europei nella medesima gara olimpica del 1952 a Helsinki.